# San Nicola la Strada
 San Nicola la Strada  község (comune) Olaszország Campania régiójában, Caserta megyében.

## Fekvése
A megye délkeleti részén fekszik, Nápolytól 25  km-re északkeletre, Caserta városától 2 km-re déli irányban. Határai: Capodrise, Casagiove, Caserta, Marcianise, Recale és San Marco Evangelista.

## Története
Első írásos említése 1221-ből származik Sanctii Nicolai de Strata néven. Ekkor Maddalonihoz tartozott. Különálló településsé a 15. században vált, erről egy érseki oklevél tanúskodik, amely a Caserta Vecchia-i egyházmegyén belül, említést tesz San Nicolae gyülekezetéről. A település gyors fejlődése a 17. században kezdődött, amikor a szomszédos Casertában megkezdődött a királyi palota építése. A lakosság elsősorban tufabányászattal foglalkozott, amelyet alapanyagként használtak a palota építésekor. A 19. században nyerte el önállóságát, amikor a Nápolyi Királyságban felszámolták a feudalizmust.

## Népessége
A népesség számának alakulása:

## Főbb látnivalói
San Nicola la Strada és Maddaloni határán találhatók az ősi etruszk település, Calatia romjai.

## Testvértelepülések
Pestszentlőrinc-Pestszentimre